# Gaspard de Prony

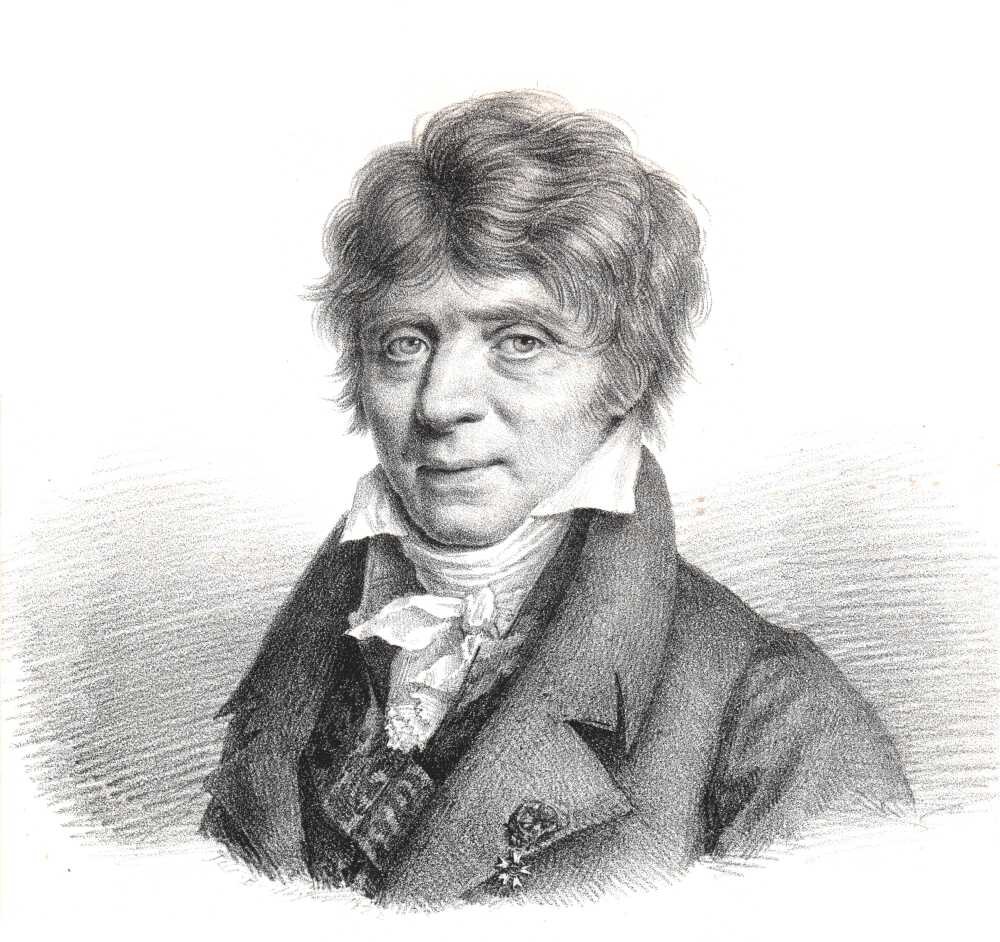
Gaspard de Prony

Gaspard Marie Riche de Prony (Chamelet, 22 juli 1755 - Asnières-sur-Seine, 29 juli 1839) was een Franse ingenieur. 
In opdracht van Napoleon stelde Prony tafels met logaritmes van goniometrische functies op, voor gebruik in berekeningen voor de artillerie. Hij bestudeerde de wiskundige kant van de muziek, in het bijzonder de intervallen. Hij ontwierp een hydraulische rem, ook Prony-rem genoemd. Hij ontwikkelde de naar hem genoemde formule van Prony voor val van druk in leidingen, die nadien in onbruik geraakt is. Hij voerde een vrij nauwkeurige meting uit van de geluidssnelheid in lucht. Hij is een van de 72 Fransen wier namen in reliëf op de Eiffeltoren zijn aangebracht.